# Nurse with Wound list
Vous pouvez aider à l'améliorer ou bien discuter des problèmes sur sa page de discussion.
- Il ne cite pas suffisamment ses sources. Vous pouvez indiquer les passages à sourcer avec {{référence nécessaire}} ou {{Référence souhaitée}}, et inclure les références utiles en les liant aux notes de bas de page. (Marqué depuis décembre 2018)
- Il ne s’appuie pas, ou pas assez, sur des sources secondaires ou tertiaires. (Marqué depuis décembre 2018)

- Archive Wikiwix
- Bing
- Cairn
- DuckDuckGo
- E. Universalis
- Gallica
- Google
- G. Books
- G. News
- G. Scholar
- Persée
- Qwant
- (zh) Baidu
- (ru) Yandex
- (wd) trouver des œuvres sur Wikidata

La Nurse with Wound list est une liste de musiciens et de groupes qui était incluse avec le premier album du groupe de musique expérimentale britannique Nurse With Wound, Chance Meeting on a Dissecting Table of a Sewing Machine and an Umbrella (1979). Cette liste a été rallongée dans le deuxième album du groupe, To the Quiet Men from a Tiny Girl.
Cette liste a été établie par les membres originaux du groupe, Steven Stapleton, John Fothergill, et Heman Pathak. Elle est considérée comme un hommage à différents compositeurs contemporains et à des artistes moins connus qui ont influencé Nurse with Wound. Cette liste sert de référence à de nombreux collectionneurs. En 1997, dans une interview à Wired, Steven Stapleton a avoué avoir inventé plusieurs des noms de groupe, assertion réfutée par John Fothergill en 2003 dans le livre England's Hidden Reverse.

## La liste
- Agitation Free
- Pekka Airaksinen
- Airway (Los Angeles Free Music Society)
- Albrecht D
- Alcatraz
- Älgarnas Trädgård
- ALL-7-70 (Alan Sondheim)
- Alternative TV
- Alvaro Peña-Rojas (The 101'ers)
- Ame Son
- AMM
- Amon Düül
- Amon Düül II
- Anal Magic and Reverend Dwight Frizzel
- Anima/Anima Sound (Paul et Limpe Fuchs)
- Annexus Quam
- Aqsak Maboul
- Arbete och Fritid
- Arcane V
- Archaïa
- Archimedes Badkar
- Gilbert Artman (Urban Sax)
- Art Bears
- Art Zoyd
- Arzachel
- Robert Ashley
- Ash Ra Tempel
- Association P.C. (Pierre Courbois)
- Il Balletto di Bronzo
- Banten
- Franco Battiato
- Han Bennink
- Steve Beresford
- Jacques Berrocal
- Philippe Besombes
- Biglietto Per L'Inferno
- Birgé Gorgé Shiroc (Un drame musical instantané)
- Raymond Boni
- Don Bradshaw Leather
- Brainstorm
- Brainticket
- Brast Burn
- Brave New World
- Anton Bruhin
- Brühwarm Theatre
- Cabaret Voltaire
- John Cage
- Can
- Capsicum Red
- Captain Beefheart
- Chamberpot
- Checkpoint Charlie
- Théâtre du Chêne Noir
- Chillum
- Henri Chopin
- Chrome
- Cohelmec Ensemble
- Jean Cohen-Solal
- Collegium Musicum
- Roberto Colombo
- Come (Whitehouse)
- Companyia Elèctrica Dharma
- Comus
- Cornucopia
- Crass
- Creative Rock
- Cromagnon
- David Cunningham
- Cupol (projet parallèle de Wire)
- Dadazuzu
- Wolfgang Dauner
- Debris
- Decayes
- Dedalus
- Deep Freeze Mice
- Deutsch-Amerikanischen Freundschaft
- Dharma Quintet
- Dies Irae
- Dome (autre projet parallèle de Wire)
- Doo-Dooettes (Los Angeles Free Music Society)
- Philippe Doray
- Roger Doyle (Operating Theatre)
- Jean Dubuffet
- Dzyan
- Eiliff
- Emtidi
- Eroc
- Etron Fou Leloublan
- Exmagma
- Family Fodder
- Patrizio Fariselli (Area)
- Faust
- Luc Ferrari
- Fille Qui Mousse
- Floh de Cologne
- Flying Lizards
- Food Brain
- Förklädd Gud
- Walter Franco
- Free Agents (Pete Shelley)
- Friendsound
- Fred Frith
- Gash
- Ron Geesin
- Gila
- Jef Gilson
- Glaxo Babies
- Gomorrha
- Gong
- Good Missionaries (Alternative TV)
- Le Grand Magic Circus
- John Greaves et Peter Blegvad
- Fernando Grillo
- Ragnar Grippe
- Grobschnitt
- Group 1850
- Jean Guérin
- Friedrich Gulda
- Guru Guru
- Hairy Chapter
- Hampton Grease Band
- Henry Cow
- Pierre Henry
- Heratius
- Hero
- Juan Hidalgo
- Hugh Hopper
- Horde Catalytique pour la Fin
- Horrific Child
- Ibliss
- L'Infonie (voir Raôul Duguay et Walter Boudreau)
- International Harvester
- Iskra
- Island
- Martin Davorin-Jagodic
- Jan Dukes de Grey
- King Crimson
- Basil Kirchin
- Osamu Kitajima
- Kluster
- Frank Köllges
- Komintern
- Kraftwerk
- Krokodil
- Steve Lacy
- Lard Free
- Le Forte Four (Los Angeles Free Music Society)
- Lemon Kittens
- Lily
- Limbus 3/Limbus 4
- Bernard Lubat
- Alvin Lucier
- Magical Power Mako
- Magma
- Colette Magny
- Mahjun
- Mahogany Brain
- Radu Malfatti and Stephan Wittwer
- Mama Dada 1919
- Michael Mantler
- Albert Marcœur
- Mars
- Maschine NO 9
- Philippe Mate et Daniel Vallancien
- Costin Miereanu
- Min Bul
- Mnemonists (Biota)
- Modry Efekt
- Moolah
- Anthony Moore
- The Mothers of Invention
- Moving Gelatine Plates
- Fritz Müller
- Thierry Müller (Ilitch)
- Musica Electronica Viva
- Music Improvisation Company
- Mythos
- Napoli Centrale
- Negativland
- Neu!
- New Phonic Art
- Nico
- Night Sun
- Nihilist Spasm Band
- Nine Days Wonder
- Nosferatu
- Nu Creative Methods
- Oktober
- Yoko Ono
- Operation Rhino
- Opus Avantra
- Orchid Spangiafora
- Out of Focus
- Ovary Lodge (Keith Tippett)
- Tony Oxley
- Evan Parker et Paul Lytton
- Pataphonie
- Jean-François Pauvros and Gaby Bizien
- Pere Ubu
- Pierrot Lunaire
- Der Plan
- Plastic Ono Band
- Plastic People of the Universe
- Poison Girls
- Pôle
- Pop Group
- Michel Portal
- Bomis Prendin
- Public Image Ltd
- Red Krayola
- Red Noise
- Reform Art Unit
- Steve Reich
- Achim Reichel
- The Residents
- Catherine Ribeiro and Alpes
- Boyd Rice (NON)
- Claudio Rocchi
- Rocky's Filj
- Ron 'Pate's Debonairs
- Dieter Roth, Gerhard Rühm, & Oswald Wiener
- Ray Russell
- Terje Rypdal
- Martin Saint Pierre
- Samla Mammas Manna
- Gunter Schickert
- Second Hand
- Secret Oyster
- Seeselberg
- Semool
- Sonny Sharrock
- Silberbart
- Siloah
- Soft Machine
- Smegma (Los Angeles Free Music Society)
- Sally Smmitt (Sally Timms/Mekons)
- Alan Sondheim
- Snatch (Judy Nylon)
- Sperm (Pekka Airaksinen)
- Sphinx Tush
- The Stooges
- Karlheinz Stockhausen
- Demetrio Stratos (Area)
- Supersister
- Taj Mahal Travellers
- Tamia
- Tangerine Dream
- Ghédalia Tazartès
- Technical Space Composers Crew
- Mama Béa Tekielski
- Third Ear Band
- Thirsty Moon
- This Heat
- Jacques Thollot
- Thrice Mice
- Throbbing Gristle
- Paolo Tofani (Area)
- Tokyo Kid Brothers
- Tolerance
- Tomorrow's Gift
- Ton Steine Scherben
- TransMuseq
- Uli Trepte (Guru Guru)
- Twenty Sixty Six and Then
- Univers Zéro
- Christian Vander
- The Velvet Underground
- Vertø
- Patrick Vian
- L. Voag (The Homosexuals)
- Michel Waisvisz
- Igor Wakhévitch
- Lawrence Weiner
- Trevor Wishart
- James White and the Contortions
- Whitehouse
- Wired
- Adolf Wölfli
- Woorden
- Robert Wyatt
- Xhol Caravan/Xhol
- Iannis Xenakis
- Ya Ho Wha 13
- La Monte Young
- Frank Zappa
- Zweistein
- ZNR